# Fryderyk III Lotaryński
Fryderyk III Lotaryński (ur. 1238, zm. 31 grudnia 1302) – książę Lotaryngii od 1251. Syn Mateusza II.

## Życiorys
Fryderyk w chwili śmierci ojca miał trzynaście lat, toteż jego matka objęła regencję w księstwie. W 1255 roku poślubił Małgorzatę, córkę Tybalda I, króla Nawarry i Małgorzaty Burbon. Mariaż ten zbliżył Fryderyka do Francji. Związek ten został wzmocniony małżeństwem Joanny I, królowej Nawarry (bratanicy Małgorzaty) z następcą tronu francuskiego (przyszłym Filipem IV Pięknym). Podczas swego panowania Fryderyk walczył z biskupami Metzu. Spór zakończył się ekskomunikowaniem księcia przez papieża Klemensa IV i nałożeniem interdyktu na Lotaryngię.

## Potomstwo
Ze związku Fryderyka z Małgorzatą z Szampanii pochodziło ośmioro dzieci:
- Tybald – następca w księstwie,
- Mateusz (zm. 1282) – pan Beauregard,
- Fryderyk (zm. 1299) – biskup Orleanu (1297 - 1299),
- Fryderyk (zm. ok. 1320) – pan Plombières, Romont i Brémoncourt,
- Gerard (wspomniany w 1317),
- Izabela (zm. 1335) – żona (od 1287) Ludwika III księcia Dolnej Bawarii, następnie Henryka pana Sully, (od 1306) Henryka III hrabiego Vaudémont,
- Katarzyna – pani Romont, żona (od 1290) Konrada III hrabiego Freyburga,
- Agnieszka – żona Jana II pana Harcourt.